# گکوی دم‌پخ
گکوی دم‌پخ (نام علمی: Teratoscincus) نام یک سرده از راسته پولک‌داران است.